# Шашин, Борис Сергеевич
Борис Сергеевич Шашин (род. 1937) — советский шахматист, мастер спорта СССР (1961).
Выступал в Москве за «Буревестник». В чемпионате ЦШК СССР (1960) занял 2-е место. Победитель первенства МГС ДСО «Буревестник» (1961).
Ведущий телепередачи «Шахматная школа» (вплоть до её закрытия в 1986 году).

## Книги
- Пешки — душа шахмат, Москва. «Физкультура и спорт», 1982, 72 с. — Серия «Библиотечка шахматиста»
- Атака на ферзевом фланге, Москва. «Физкультура и спорт», 1988, 96 с.